# ゲデウォン
ゲデウォン（Gedewon、1939年 - 1995年）は、エチオピアの画家、詩人。

## 経歴
ベゲムデル出身。アディスアベバにてエチオピア正教会の聖職者になるべく、勉強をする傍らで絵を描き始めた。1980年にはパリへと移住している。